# 巴勃罗·奥斯瓦尔多
巴勃罗·丹尼尔·奥斯瓦尔多（Pablo Daniel Osvaldo，1986年1月12日—），是一名生於阿根廷的前意大利職業足球員，司職前鋒。

## 球會生涯

### 修咸頓

#### 2013-14球季
2013年8月18日，英超球會修咸頓簽入奧斯華度，並簽下一份四年合約，轉會費約近一千四百萬歐元，年薪二百萬。6天後，奧斯華度在修咸頓主場對新特蘭的英超聯賽中上陣，下半場開始時後備入替防守中場舒拉達連，成為他加盟修咸頓後的首場比賽。

### 班菲爾德
2020年1月，他重返足壇並加盟阿根廷甲級足球聯賽班菲爾德競技俱樂部